# Castello di Maredolce
Il castello di Maredolce o palazzo della Favara di Palermo è un edificio in stile arabo-normanno, la cui architettura sembra mostrare influenze islamiche. La struttura risale al XII secolo e si trovava all'interno della Fawwara (in lingua araba, 'fonte che ribolle'), il parco della Favara, nel quartiere Brancaccio.

## Storia

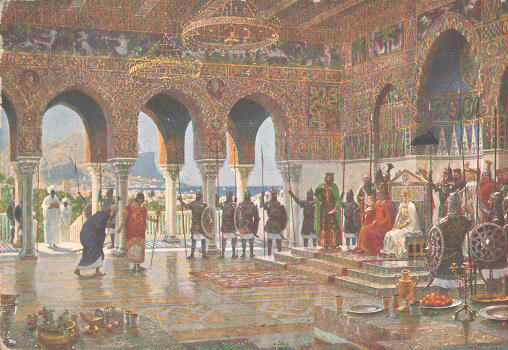
La corte di Federico II di Svevia al palazzo della Favara, con letterati, artisti e studiosi siciliani (riproduzione di un dipinto di Michael Zeno Diemer)

Il palazzo, impropriamente detto "castello", fu edificato nel 1071. Oltre al palazzo, l'area comprendeva un hammam (complesso termale) e una peschiera. L'edificio fu una delle residenze del re normanno Ruggero II, il quale, secondo il primo testo che riferisce dell'esistenza dell'edificio, il Chronicon sive Annales di Romualdo Salernitano, avrebbe costruito un nuovo castello-palazzo per i suoi scopi; nel X secolo, durante la fase più prospera dell'Emirato di Sicilia, un precedente edificio era appartenuto all'emiro kalbita Ja'far al-Kalbi II (Giafar).
L'attuale castello fu costruito dai Normanni e modificato dagli Svevi. Nel 1328 fu ceduto ai frati-cavalieri teutonici della Magione, che lo trasformarono in un ospedale. Nel 1460 la struttura fu concessa in enfiteusi alla famiglia siciliana dei Beccadelli di Bologna e nel XVII secolo diventò proprietà di Francesco Agraz, duca di Castelluccio: la trasformazione in azienda agricola era ormai completa.
Verso la fine dell'Ottocento il castello divenne proprietà di due importanti famiglie, Conti e Castellana, originarie rispettivamente di Palermo e di Vicari. La strada ove è ubicato il castello venne dedicata al proprietario di allora, il cavaliere Salvatore Conti, vicesindaco di Palermo. Oggi, la medesima prende il nome di via Emiro Giafar.
Il castello di Maredolce appartenne alla famiglia Castellana sino al secondo dopoguerra. Seguì poi l'abbandono e il degrado, frutto anche delle numerose forme di abusivismo che si susseguirono nel corso dei successivi decenni.
Nel 1992 la Regione Siciliana acquisì per esproprio l'edificio e nel 2007 diede avvio a lavori di restauro. A dispetto dei restauri curati dalla Soprintendenza di Palermo, ancora nel 2016 alcuni locali adiacenti al Castello risultavano occupati e abitati abusivamente, impedendo la corretta fruizione del bene.

## Struttura

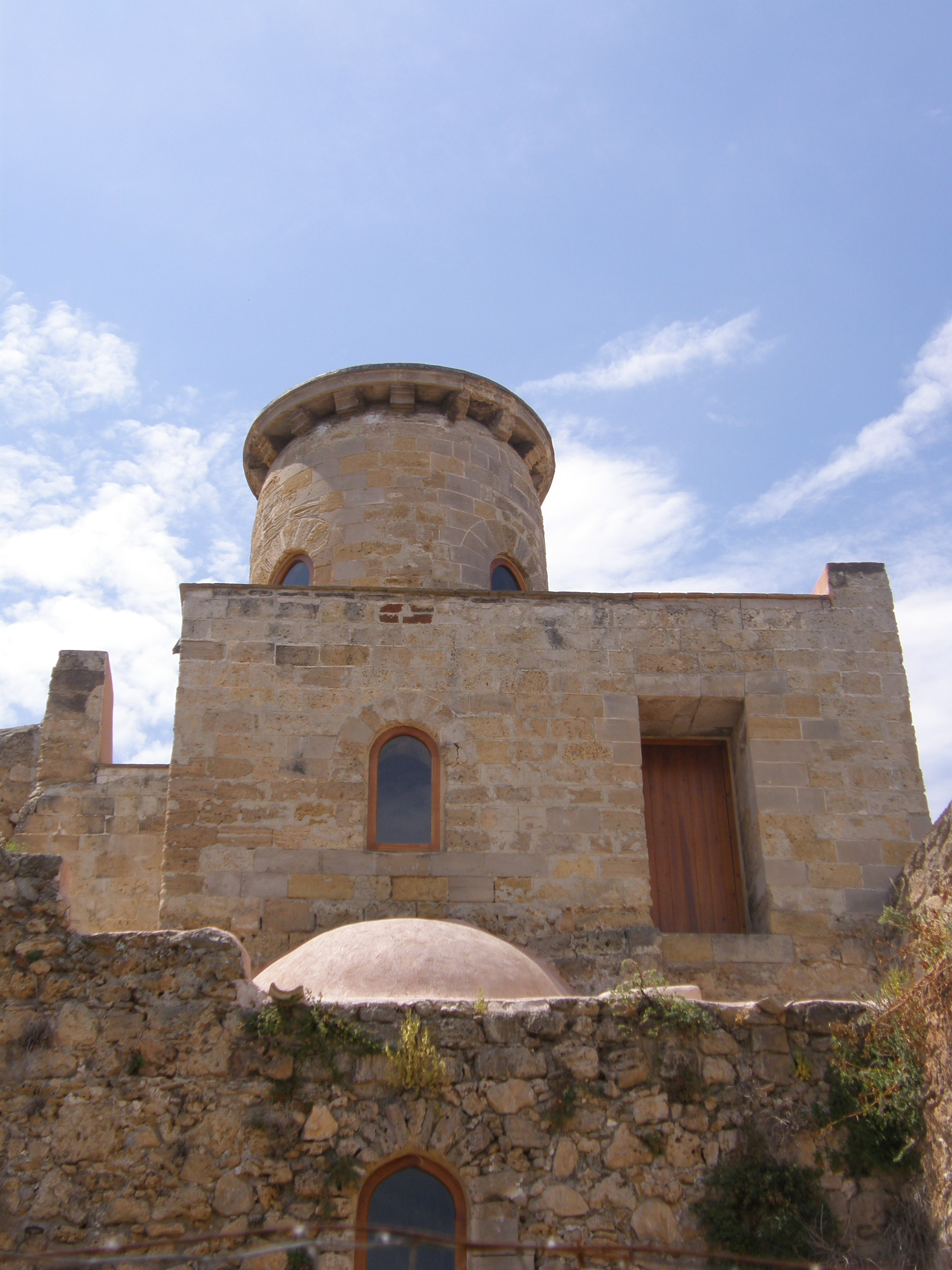
La cupola dei santi Filippo e Giacomo

Il palazzo, per volere di Ruggero II, venne circondato da un lago artificiale, che lo cingeva su tre lati, ed era immerso in un grande parco, dove Ruggero II si dilettava nella caccia. Il bacino, che aveva al centro un'isola di circa due ettari di estensione, venne ottenuto grazie a una diga composta da blocchi di tufo, che interrompeva il corso della sorgente del monte Grifone. Nel XVI secolo la sorgente si prosciugò, e la peschiera divenne una fertile area agricola, ancora oggi esistente.
(Romualdo II Guarna)
L'edificio ha pianta quadrangolare, e possiede al centro un cortile molto spazioso, dotato in origine di un portico con volte a crociera, del quale rimane solo qualche traccia. L'esterno è formato da blocchi di tufo con arcate a sesto acuto. Nel lato non bagnato dal lago artificiale si aprono quattro entrate, due delle quali portano alla grande Aula regia e alla Cappella palatina. 
La struttura dell'adiacente ḥammām è dal XIX secolo inglobata in una palazzina, ed è riconoscibile con difficoltà.

## Il giardino
Il parco intorno al palazzo ed alla peschiera era un giardino caratterizzato da numerose specie arboree (in particolare agrumi ed altri alberi da frutto) corsi d'acqua ed animali esotici, secondo il modello dei giardini islamici dell’Ifriqiya e spagnoli dell'epoca, caratterizzati da frutteti ed acqua. L'acqua, vitale per le piante e simbolo di purificazione e rinascita, costituiva l'elemento centrale in un giardino concepito come una riproduzione del paradiso coranico.
('Abd al-Rahman al-Itrabanishi)
In principio vi era un lago artificiale, (da qui deriva il nome Maredolce) che purtroppo nei secoli si è prosciugato. Sono ancora presenti tracce di numerosi sentieri in terra battuta sui quali i precedenti proprietari erano soliti fare lunghe passeggiate.

## Cappella Palatina
La chiesa dei Santi Filippo e Giacomo o Cappella Palatina a Maredolce è menzionata nel 1274 in un diploma contenuto nel tabulario della Cappella Palatina oggi custodita presso la sede della "Catena" e "Gancia".
Ambiente di forma rettangolare ad una sola navata coperto da due volte a crociera, con transetto sormontato da cupola semisferica, luogo di culto dedicato ai santi Filippo e Giacomo.

## Galleria d'immagini

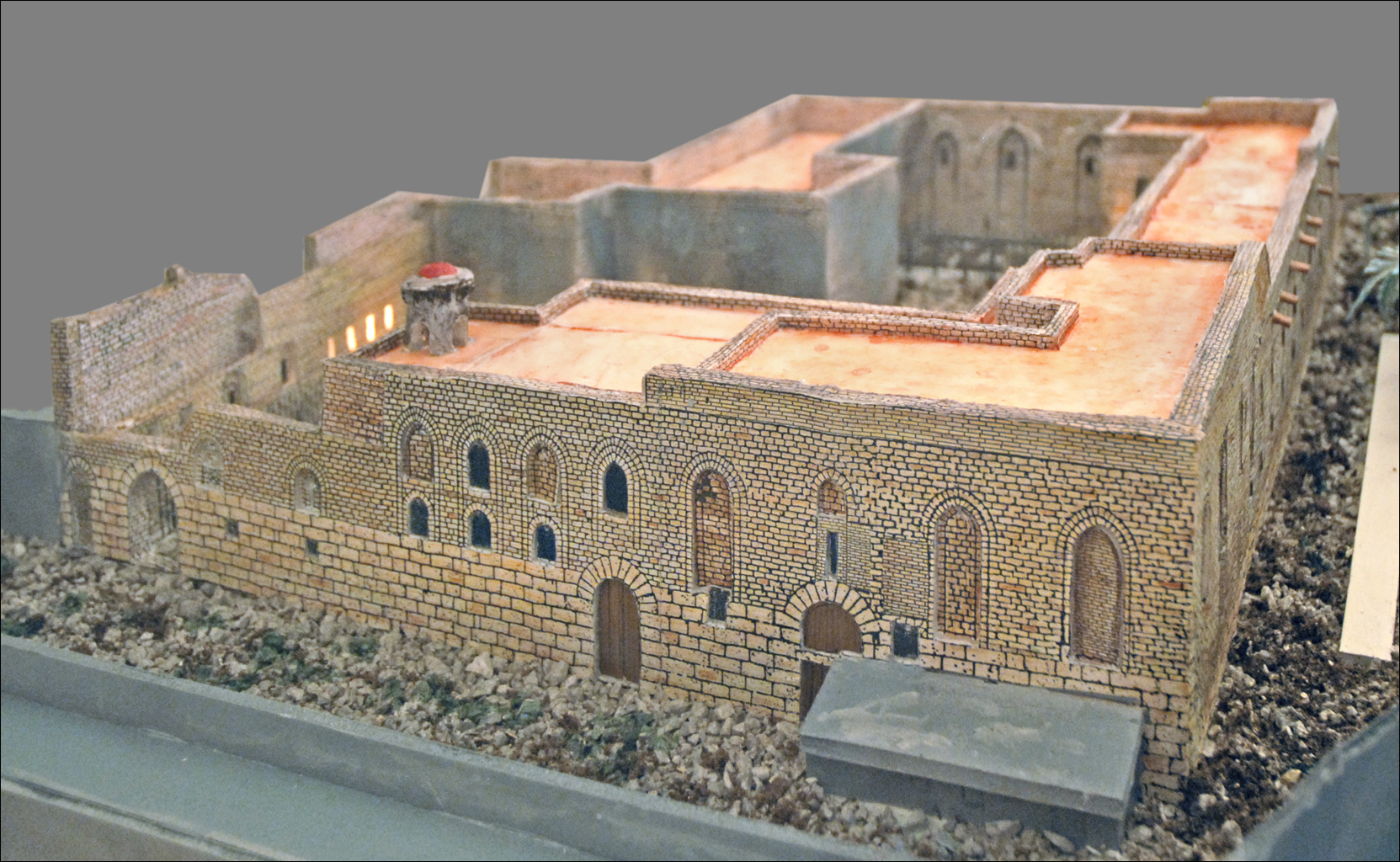
Modello
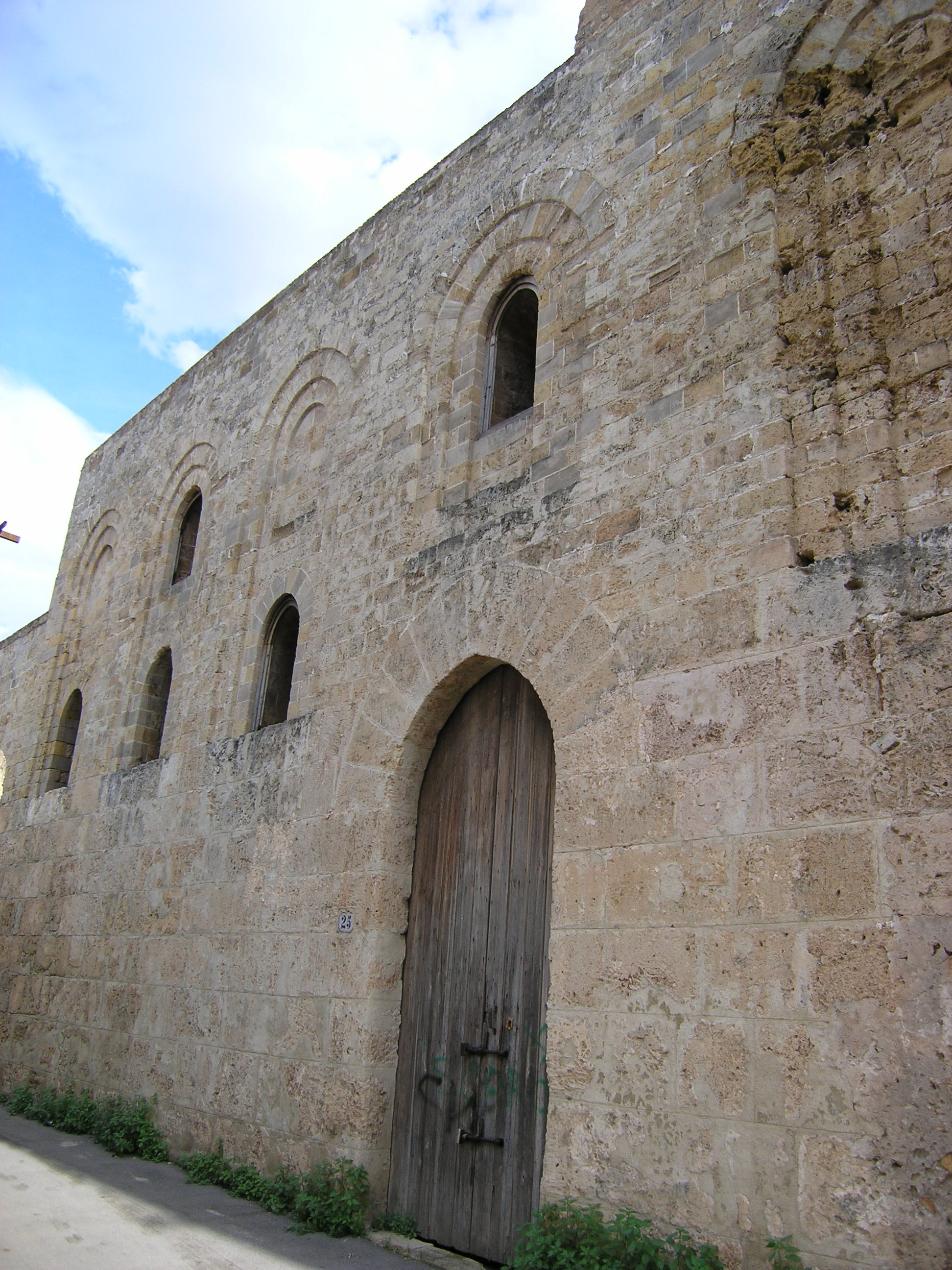
Ingresso principale prima del restauro
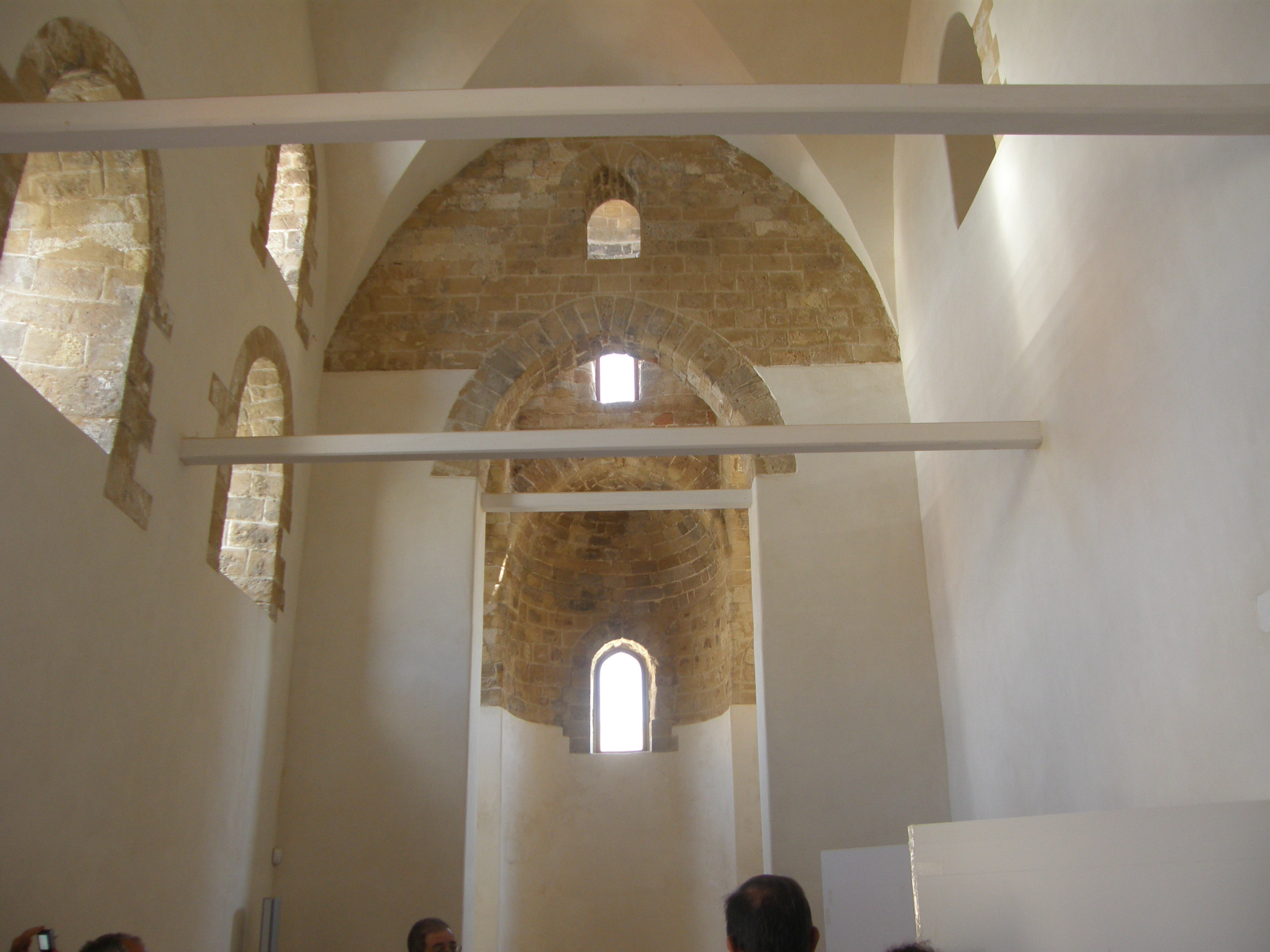
Interni dopo il restauro
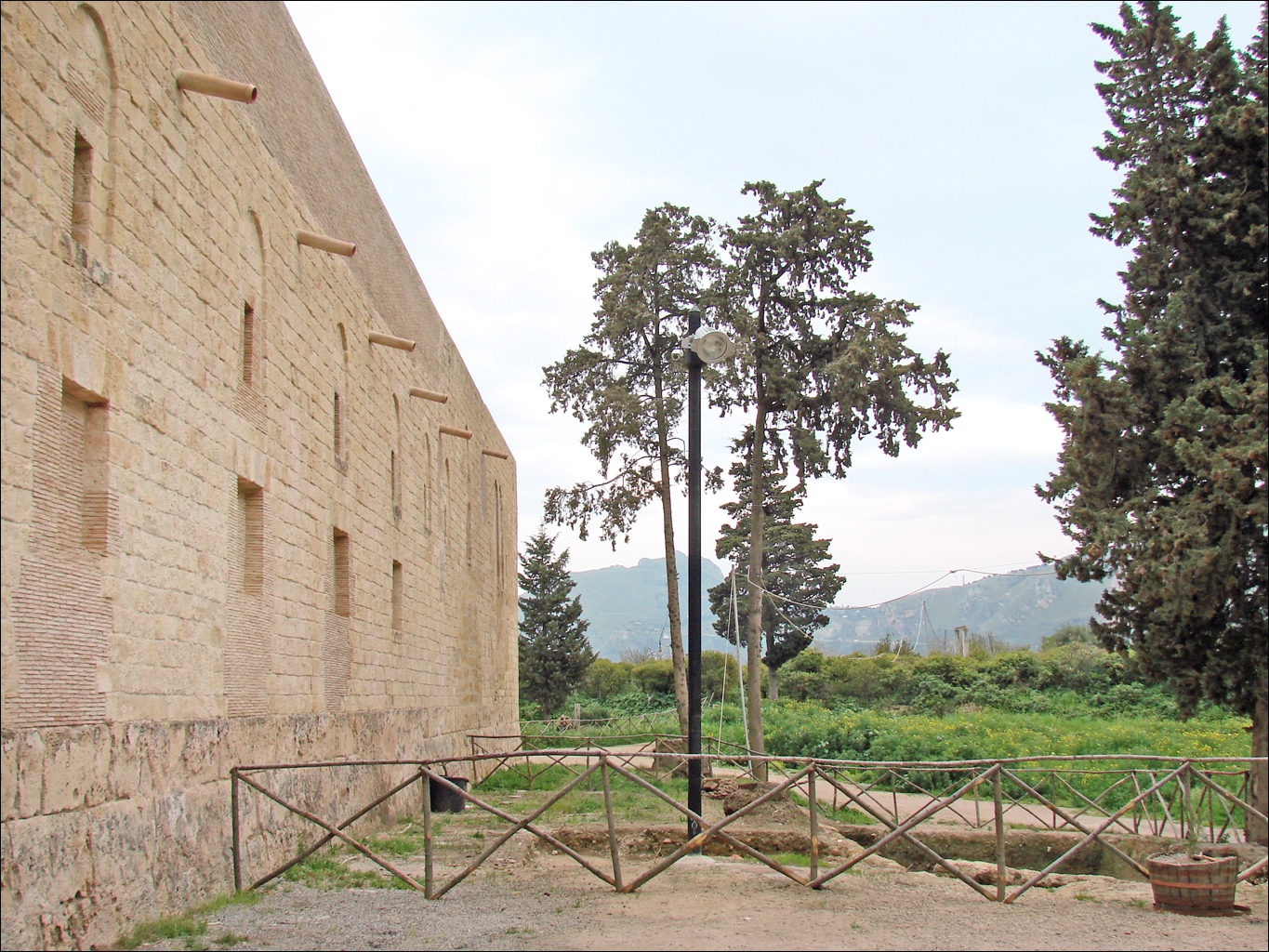
Lato posteriore